# Landschaftsschutzpark Nidagebiet

Emblem des Parks

Der Landschaftsschutzpark Nidagebiet (Nadnidziański Park Krajobrazowy) ist ein Naturschutzgebiet in Polen, das der Kategorie Landschaftsschutzpark zugeordnet ist.
Der im Jahr 1986 eingerichtete Park, der größte der drei Landschaftsparks Ponidzie, liegt im Powiat Buski in den Gemeinden (gmina) Busko-Zdrój, Nowy Korczyn, Wiślica, im Powiat Jędrzejowski in der Gemeinde Imielno, im Powiat Kazimierski in der Gemeinde Opatowiec, im Powiat Kielecki in der Gemeinde Chmielnik und im Powiat Pińczowski in den Gemeinden Pińczów, Kije, Michałów und Złota in der Woiwodschaft Heiligkreuz im mittleren Südpolen. Er umfasst das Tal der Nida und weitere, überwiegend östlich des Flusses gelegene Gebiete und hat eine Fläche von 231,64 km² sowie eine Pufferzone von 260,11 km².
Im Park liegen neun Naturreservate. Der Park weist Gipskarstlandschaften (Gipssteppen; stepy gipsowe nad Nidą) in den Reservaten Skorocice und Góry Wschodnie auf. Aus der Vegetation sind Bestände an Frühlings-Adonisröschen (Adonis vernalis) hervorzuheben.

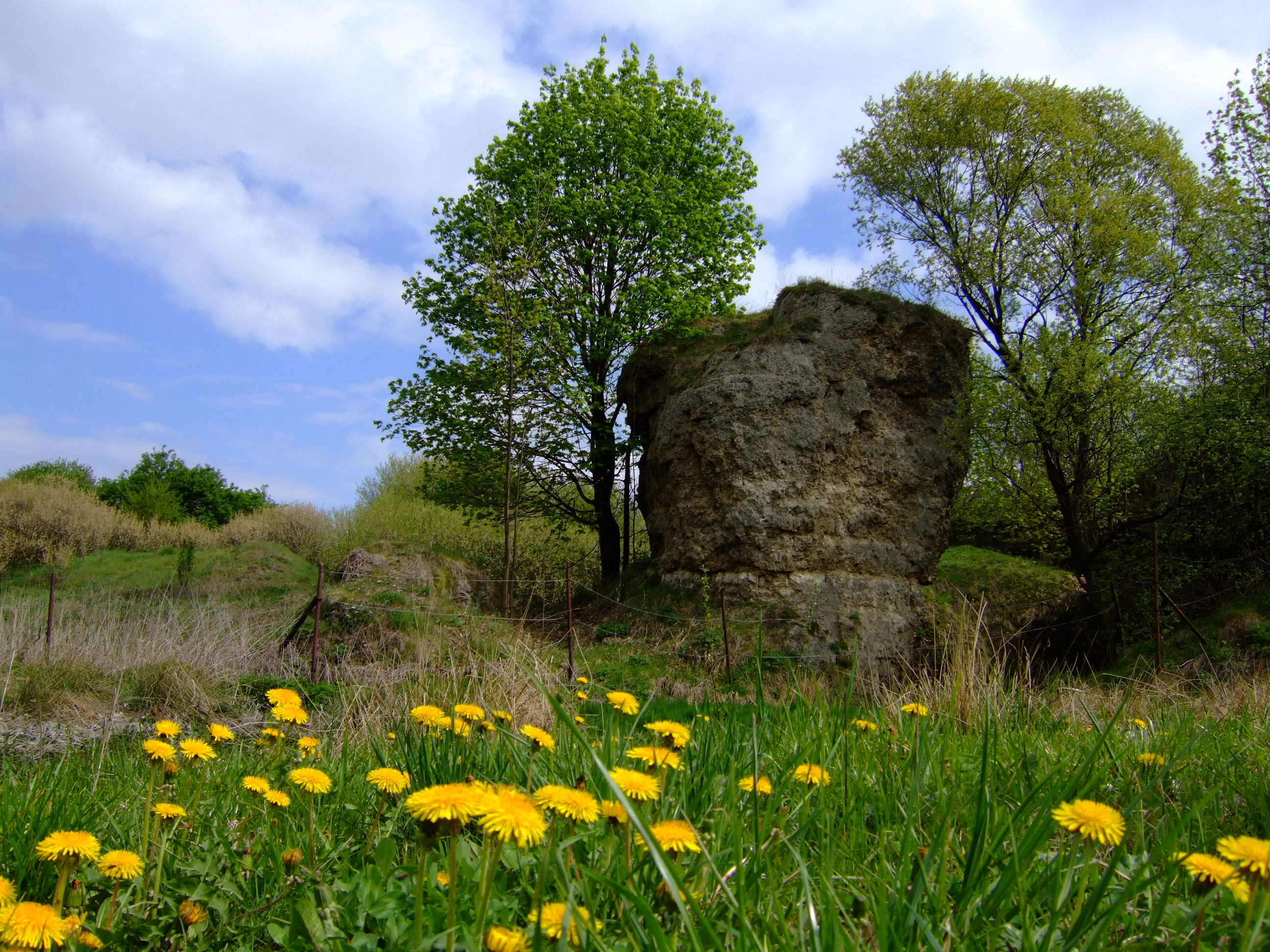
Gipskarstformationen im Naturreservat Skorocice
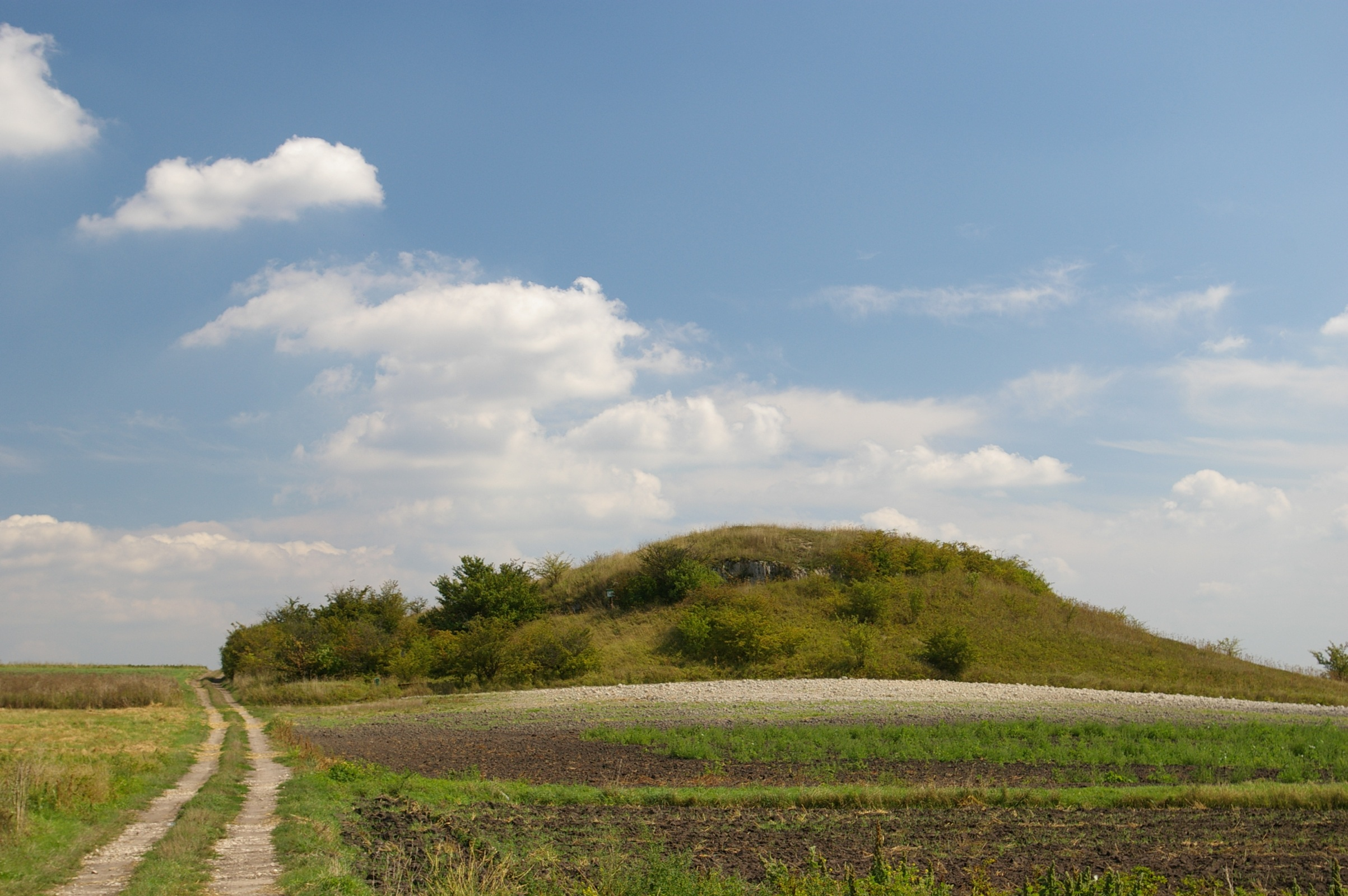
Hügel im Naturreservat Przęślin
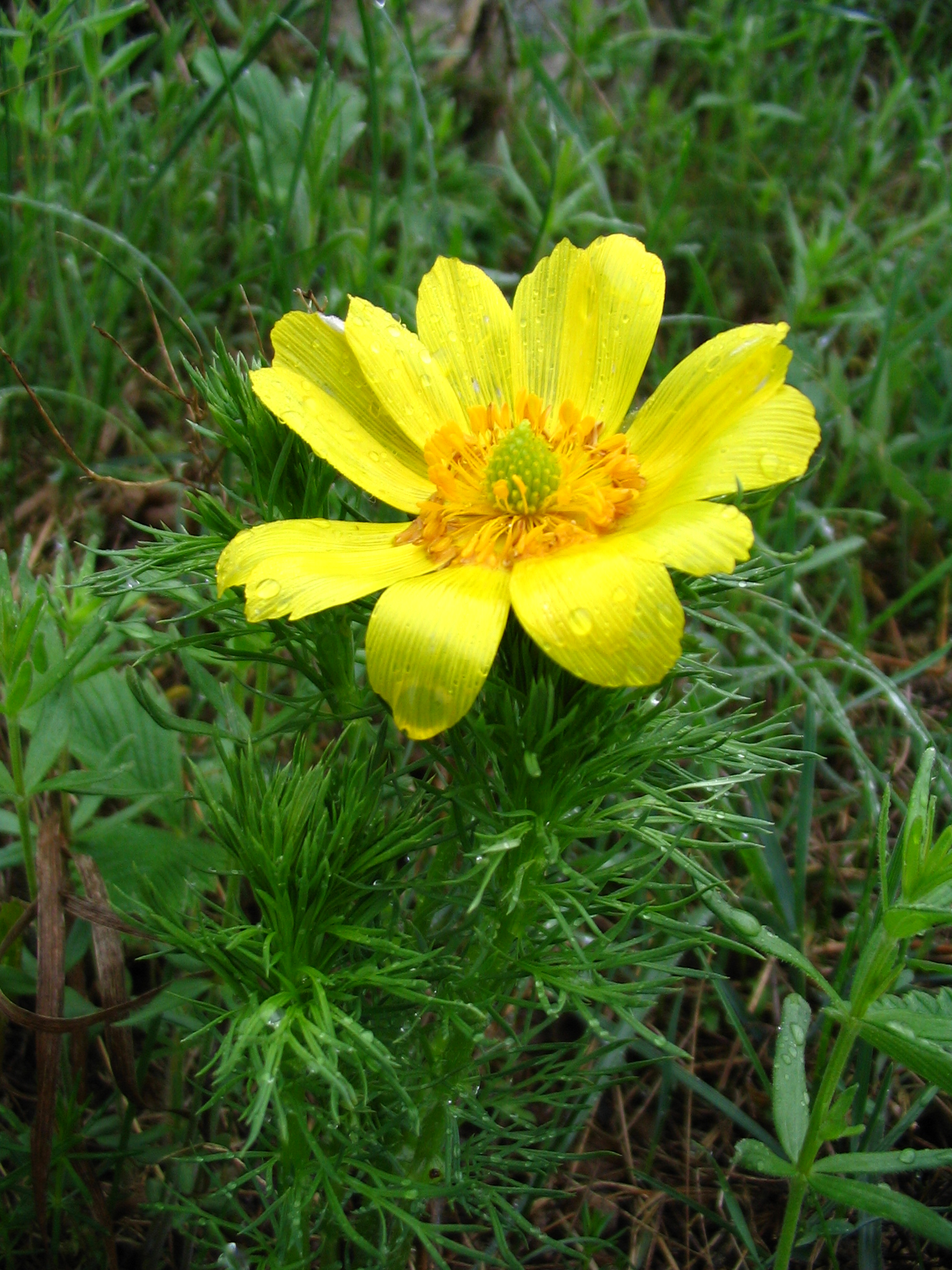
Adonisröschen im Naturreservat Przęślin